# Russula sardonia
Russula sardonia es un hongo basidiomiceto de la familia Russulaceae. Crece en bosques de pinos, y su seta, o cuerpo fructífero, aflora desde verano hasta mediados de otoño. Tiene un fuerte sabor picante, y no se considera comestible.

## Descripción
El cuerpo fructífero posee un sombrero de entre 5 y 8 centímetros de diámetro, que es de forma hemisférica al principio, para hacerse convexo y más tarde aplanado, conforme el cuerpo fructífero envejece. La cutícula presenta un tono purpúreo, con esfumaciones pardas, verdosas y violáceas. Es viscoso y de borde acanalado y redondeado. Las láminas son espaciadas y adnatas, de color blanco en ejemplares jóvenes y crema más tarde. El pie mide entre 8 y 10 centímetros de longitud y entre 0,6 y 0,9 de largo. Se ensancha conforme se va acercando a la base, y es de color rojizo o rojo purpúreo. La carne en el sombrero es del mismo color que la cutícula y en el resto de la seta es blanca. Tiene olor agradable y afrutado, y sabor muy picante. La esporada es de color crema amarillento.